# Division de Kota
La division de Kota est une division de l'état du Rajasthan en Inde. La division comprend quatre districts : le district de Baran, de Bundi, de Jhalawar et de Kota.

## Source
- (en) Cet article est partiellement ou en totalité issu de l’article de Wikipédia en anglais intitulé « Kota division » (voir la liste des auteurs).